# Delias germana
Delias germana é uma borboleta da família Pieridae. Foi descrita por Walter Karl Johann Roepke em 1955. Pode ser encontrada na Nova Guiné.
A sua envergadura é de cerca de 56 milímetros. Os adultos são semelhantes a Delias eichhorni.

## Subespécies
- D. g. germana (montanhas centrais, Irian Jaya)
- D. g. Heliophora Roepke 1955 (Paniaia, Irian Jaya)